# Rita Ryack
Rita Ryack ist eine US-amerikanische Kostümbildnerin. Für ihr Kostümbild des Fantasyfilms Der Grinch war sie 2001 für den Oscar nominiert.

## Leben
Ryack wurde in Boston geboren. Sie erwarb einen Bachelor of Fine Arts cum laude an der Brandeis University und studierte dann an der School of the Museum of Fine Arts in Boston. Später erhielt Ryack ein Stipendium für Kostümdesign am Bennington College und erlangte ihren Master of Fine Arts an der Yale School of Drama.
Ryack arbeitete als 2D-Cartoon-Animator im Lisberger Studios in Boston, bevor sie als Kostümbildnerin ans Theater wechselte. Seit 1983 zeichnete sie für die das Kostümbild zahlreicher Broadway- und Off-Broadway-Produktionen verantwortlich.
Beginnend mit Martin Scorseses Die Zeit nach Mitternacht verantwortete sie auch das Kostümbild diverser Spielfilme. Mit Scorsese arbeitete Ryack auch an den Filmen Kap der Angst, Casino und Bringing Out the Dead – Nächte der Erinnerung. Weitere langjährige Zusammenarbeiten verbanden sie mit den Regisseuren Ron Howard und Adam Shankman. Das Kostümbild von Howards Kinderbuchverfilmung Der Grinch brachte ihr 2001 eine Nominierung für den Oscar für das Beste Kostümdesign ein.
2012 verantwortete Ryack das Kostümbild der Musicalverfilmung Rock of Ages.

## Filmografie (Auswahl)
- 1985: Die Zeit nach Mitternacht (After Hours)
- 1987: Michael Jackson – Bad (Musikvideo)
- 1987: Suspect – Unter Verdacht (Suspect)
- 1987: Das Haus in der Carroll Street (The House on Carroll Street)
- 1988: Sarah und Sam (Crossing Delancey)
- 1989: Penn & Teller Get Killed
- 1989: Von Bullen aufs Kreuz gelegt (An Innocent Man)
- 1990: Steel Magnolias (Fernsehfilm)
- 1991: Das Gesetz der Macht (Class Action)
- 1991: Kap der Angst (Cape Fear)
- 1993: Sein Name ist Mad Dog (Mad Dog and Glory)
- 1993: In den Straßen der Bronx (A Bronx Tale)
- 1993: Mr. Jones
- 1994: Schlagzeilen (The Paper)
- 1995: Apollo 13
- 1995: Casino
- 1996: The Fan
- 1996: Kopfgeld – Einer wird bezahlen (Ransom)
- 1997: Ein Vater zuviel (Fathers’ Day)
- 1997: Wag the Dog – Wenn der Schwanz mit dem Hund wedelt (Wag the Dog)
- 1998: My Giant – Zwei auf großem Fuß (My Giant)
- 1999: EDtv
- 1999: Bringing Out the Dead – Nächte der Erinnerung (Bringing Out the Dead)
- 2000: Der Grinch (How the Grinch Stole Christmas)
- 2001: Rush Hour 2
- 2001: A Beautiful Mind – Genie und Wahnsinn (A Beautiful Mind)
- 2003: Der menschliche Makel (The Human Stain)
- 2003: Ein Kater macht Theater (The Cat in the Hat)
- 2004: After the Sunset
- 2006: Schweinchen Wilbur und seine Freunde (Charlotte's Web)
- 2007: Teeth – Wer zuletzt beißt, beißt am besten (Teeth)
- 2007: Hairspray
- 2008: Bedtime Stories
- 2008: Blue Blood (Fernsehfilm)
- 2009: Cop House (Fernsehfilm)
- 2010: Ein Leben für den Tod (You Don’t Know Jack, Fernsehfilm)
- 2011: Die Schlümpfe (The Smurfs)
- 2012: Rock of Ages
- 2013: Die Schlümpfe 2 (The Smurfs 2)
- 2015: Angelica
- 2017: The Wizard of Lies – Das Lügengenie (The Wizard of Lies, Fernsehfilm)
- 2018: Paterno (Fernsehfilm)

## Auszeichnungen und Nominierungen
- 1983: Nominierung für den Tony Award – Bestes Kostümdesign für My One and Only
- 2000: Nominierung für den Las Vegas Film Critics Society Awards – Bestes Kostümdesign für Der Grinch
- 2001: Auszeichnung mit dem Satellite Award  – Bestes Kostüm für Der Grinch
- 2001: Auszeichnung mit dem Phoenix Film Critics Society Awards  – „Bestes Kostüm“ für Der Grinch
- 2001: Auszeichnung mit dem Costume Designers Guild Award – Exzellent im Fantasyfilm für Der Grinch
- 2001: Nominierung für den Academy Award – Bestes Kostüm für Der Grinch
- 2001: Nominierung für den Saturn Award – Bestes Kostüm für Der Grinch
- 2007: Nominierung für den Satellite Award – Bestes Kostümdesign für Hairspray
- 2010: Nominierung für den Emmy – Bestes Kostüm für Ein Leben für den Tod
- 2011: Nominierung für den Costume Designers Guild Award – Außergewöhnlich hergestelltes Kostüm für TV oder Miniserie für Ein Leben für den Tod
- 2014: Nominierung für den Tony Award – Bestes Kostümdesign für Casa Valentina